# Kansua hummeli
Kansua hummeli är en insektsart som beskrevs av Boris Petrovich Uvarov 1933. Kansua hummeli ingår i släktet Kansua och familjen vårtbitare. Inga underarter finns listade i Catalogue of Life.